# Морозов, Владимир Иванович (рабочий)
Владимир Иванович Морозов — советский хозяйственный и государственный деятель, лауреат Государственной премии СССР за выдающиеся достижения в труде.

## Биография
Родился в 1941 году. Член КПСС.
В 1959—1960 годах — ученик слесаря, слесарь завода.
В 1960—1963 годах — военнослужащий Советской армии.
В 1963—1965 годах — инспектор райфинотдела.
В 1965—1966 годах — накатчик, в 1966—1996 годах — сушильщик бумажной фабрики Кондопожского целлюлозно-бумажного комбината имени С. М. Кирова.
За ускорение освоения проектных мощностей в металлургии и целлюлозно-бумажной промышленности был в составе коллектива удостоен Государственной премии СССР за выдающиеся достижения в труде 1975 года.
Депутат Верховного Совета СССР 10-го созыва.
Жил в Кондопоге.

## Награды
- Орден Трудового Красного Знамени (1974)